# Landtagswahl in Liechtenstein 2009
- FL: 1
- VU: 13
- FBP: 11

Die Landtagswahl in Liechtenstein 2009 fand am 6. und 8. Februar 2009 statt. Alle 25 Mandate im Landtag des Fürstentums Liechtenstein wurden neu besetzt.

## Wahlergebnis
Die liberal-konservative Vaterländische Union (VU) erreichte mit einem Stimmenzuwachs von 9,4 Prozentpunkten gegenüber der Parlamentswahl in Liechtenstein 2005 ein Ergebnis von 47,6 %, was 13 der 25 Sitze entsprach, und löste damit die konservative Fortschrittliche Bürgerpartei in Liechtenstein (FBP) als stärkste Partei ab, die ihre absolute Stimmenmehrheit verlor und auf 43,5 % der Stimmen (−5,2 Prozentpunkte) kam. Otmar Hasler trat daraufhin als Regierungschef zurück. Die grüne Freie Liste erreichte 8,9 % (−4,1 Prozentpunkte) und nur noch einen Sitz.
| Partei          | Partei                              | Stimmen | Stimmen | Stimmen | Sitze  | Sitze |
| Partei          | Partei                              | Anzahl  | %       | +/−     | Anzahl | +/−   |
| --------------- | ----------------------------------- | ------- | ------- | ------- | ------ | ----- |
|                 | Vaterländische Union (VU)           | 95'219  | 47,6    | +9,4    | 13     | +3    |
|                 | Fortschrittliche Bürgerpartei (FBP) | 86'951  | 43,5    | −5,2    | 11     | −1    |
|                 | Freie Liste (FL)                    | 17'835  | 8,9     | −4,1    | 1      | −2    |
|                 |                                     |         |         |         |        |       |
| Gesamt          | Gesamt                              | 200'005 | 100,0   |         | 25     |       |
|                 |                                     |         |         |         |        |       |
| Wahlbeteiligung | Wahlbeteiligung                     | 15'650  | 84,6    |         |        |       |
| Wahlberechtigte | Wahlberechtigte                     | 18'493  | 100,0   |         |        |       |
|                 |                                     |         |         |         |        |       |